# Banana Fish
Banana Fish ist eine Manga-Serie der japanischen Zeichnerin Akimi Yoshida. Der circa 3.400 Seiten umfassende Manga, der von 1985 bis 1994 erstveröffentlicht wurde, ist in das Genre Shōnen Ai einzuordnen. Der Thriller fand durch seine im Vergleich zu anderen Shōjo-Mangas actionreiche Geschichte und den realistischen, klaren Zeichenstil auch bei der männlichen Leserschaft Anklang.
Seit Juli 2018 erscheint eine Adaption als Anime-Serie.

## Handlung
1973 sind einige junge US-Amerikaner in Vietnam stationiert. Immer mehr Amerikaner sterben auf mysteriöse Weise. Griffin Callenreese zeigt ähnliche Symptome wie die Verstorbenen und erschießt mehrere seiner Freunde in einem Amoklauf, bevor er zusammenbricht und die Worte „Banana Fish“ murmelt.
In New York City führt 1985 Griffins siebzehnjähriger Bruder Aslan, von allen Ash Lynx genannt, Straßengangs an. Der hochintelligente und im Umgang mit Waffen geschickte Ash wurde als Kind entführt und zur Prostitution gezwungen. Unter anderem war er der Liebhaber des Mafia-Bosses Dino Golzine, der Ash zu der Macht verholfen hat, die er auf der Straße hat. Ash kümmert sich um seinen Bruder, der durch den Vorfall in Vietnam zum Pflegefall geworden ist und weiterhin nur die Worte „Banana Fish“ über die Lippen bringt.
Der japanische Fotograf und Journalist Junichi Ibe kommt gemeinsam mit dem neunzehnjährigen Eiji Okumura in Amerika an; sie kennen Polizisten, die mysteriöse Selbstmorde untersuchen und in ihnen eine Verbindung zu Ash erkennen. Ash hat von einem Mann, der wenig später an seinen Verletzungen starb, in einer Seitenstraße eine Pille mit der Droge „Banana Fish“ erhalten, die im Zusammenhang mit den Selbstmorden und dem Amoklauf seines Bruders steht. Die Polizisten machen Ibe und Eiji mit Ash bekannt, der schnell Zuneigung für Eiji empfindet.

## Veröffentlichungen
Banana Fish erschien in Japan von Ausgabe 5/1985 bis 4/1994 im zu dieser Zeit eine Auflage von ungefähr 800.000 erreichenden Manga-Magazin Bessatsu Shōjo Comic, in dem zur selben Zeit unter anderem auch Yumi Tamuras Basara veröffentlicht wurde. Der Shōgakukan-Verlag brachte diese Einzelkapitel auch in 19 Sammelbänden (Tankōbon) heraus. Später erschien eine Neuauflage in zwölf Bunkoban-Bänden.
Der Manga wurde ins Koreanische, Chinesische, Englische, Italienische, Französische und teilweise auch ins Deutsche übersetzt. Planet Manga verlegte sieben der neunzehn Bände in Deutschland. Von Ende Februar 2020 bis Juli 2021 erschien die Reihe erneut und komplett bei Panini Manga als Ultimative Edition mit jeweils zwei Original japanischen Volumes Umfang im Überformat und mit Schutzumschlag.

## Anime
Studio MAPPA adaptierte das Werk als Anime unter der Regie von Hiroko Utsumi und dem Charakterdesign von Akemi Hayashi. Die 24 Folgen umfassende Serie wurde vom 6. Juli bis 21. Dezember 2018 nach Mitternacht (und damit am vorigen Fernsehtag) auf Fuji TV im Programmblock noitaminA, den angeschlossenen Sendern Iwate Menkoi TV und Sakuranbo TV erstausgestrahlt, sowie mit einer halben anderthalb Stunden Versatz auch auf Akita TV, Fukushima TV, Nagano Hōsō, TV Ehime, TV Shizuoka, Niigata Sōgō TV, TV Kumamoto, Kansai TV, TV Shin-Hiroshima, TV Nishi-Nippon, Sendai Hōsō, Kagoshima TV, Tōkai TV, am Folgetag auf Saga TV, zwei Wochen später Kōchi Sakuranbo TV und vier Wochen später auf San’yō Chūō TV.
Amazon Prime Video streamt die Serie als internationaler, exklusiver Vertriebspartner für noitaminA als Simulcast, unter anderem mit deutschen Untertiteln.

### Synchronisation
| Rolle            | japanischer Sprecher (Seiyū) |
| ---------------- | ---------------------------- |
| Ash Lynx         | Yūma Uchida                  |
| Eiji Okumura     | Kenji Nojima                 |
| Shun’ichi Ibe    | Shinji Kawada                |
| Max Lobo         | Hiroaki Hirata               |
| Dino Golzine     | Unshō Ishizuka               |
| Frederick Arthur | Yoshimasa Hosoya             |
| Yue-Lung Lee     | Jun Fukuyama                 |
| Shorter Wong     | Makoto Furukawa              |

### Musik
Die Serienmusik wurde von Shin’ichi Ōsawa komponiert. Der Vorspanntitel found & lost stammt von der Rockband Survive Said The Prophet, der Abspanntitel Prayer X  von der Rockband King Gnu.

## Hintergründe
Der Name der Serie ist von J. D. Salingers Kurzgeschichte A Perfect Day for Bananafish inspiriert.